# 甘美王〜麗しのエンジェル・キッス〜
甘美王〜麗しのエンジェル・キッス〜（かんびおう うるわしのエンジェル・キッス）は、2022年3月5日の16:00 - 17:15（JST）に、テレビ東京系列で放送された、単発スペシャルのテレビドラマ。

## キャスト

### 出版社「友談社」
- 甘露寺猛彦（執行役員・新雑誌開発チーム責任者） - 竹内力
- 寿藤文香（新雑誌開発チーム新編集長・ファッション誌兼務） - 松田るか
- 汐沢恭介（契約カメラマン） - 小池亮介
- 辛島伸太郎（二代目社長・甘露寺の元部下） - 原田龍二
- 三園木ゆきえ（新雑誌開発チーム・こども図鑑兼務） - 辻凪子
- 砂籐義行（新雑誌開発チーム・Web漫画雑誌兼務） - 三谷怜央
- 瀬浦美奈代（新雑誌開発チーム・美容雑誌兼務） - 真田美璃

### その他
- 渋梨子雅美（「友談社」大株主の娘） - 小林アリス
- 密原信二（人気スイーツ店のオーナーパティシエ） - 木村知貴

## スタッフ
- 監督 - 小野原和宏
- 脚本 - 稲葉一広
- 協力プロデューサー - 竹内力（RIKIプロジェクト）
- 企画協力 - ムトウケイスケ（武藤啓右）[1]、遠藤樹也
- 主題歌 - 竹内力「エンジェル・キッス」（作詞：竹内力 作曲：Ash）
- 音楽・選曲 - 齋藤資典
- 協賛 - 姫乃杏仁、リブマックス、近藤工業有限会社
- テレビ愛知編成 - 林雪彦
- プロデューサー - 石黒裕己（テレビ愛知）、平野誠一（共テレ）、佃敏史（共テレ）
- 制作協力 - 共同テレビジョン
- 製作著作 - テレビ愛知